# غاري نيكسون
غاري نيكسون (بالإنجليزية: Gary Nixon)‏ هو متسابق دراجات نارية أمريكي، ولد في 25 يناير 1941 في أناداركو في الولايات المتحدة، وتوفي في 5 أغسطس 2011 في بالتيمور في الولايات المتحدة بسبب نوبة قلبية.